# Namco System 12
Namco System 12 es una Placa de arcade creada por Namco destinada a los salones arcade.

## Descripción
El Namco System 12 fue lanzada por Namco en 1997, y tal y como el Namco System 11, está basada en el hardware de PlayStation, aunque es un poco más potente que la primera consola de Sony.
El sistema es similar pero tiene algunas diferencias con Namco System 11. Posee un procesador R3000A de 32 bit RISC a 48MHz, y el audio lo gestionaba el Hitachi H8 3002, que manejaba un chip de audio Namco C352. Tal y como ocurre con el Namco System 11, a pesar de albergar varios títulos, los juegos están dentro de unas roms flash de Intel, que están junto a las demás en la placa, por tanto cada placa es para un solo juego y no son intercambiables.
En esta placa funcionaron 36 títulos.

## Especificaciones técnicas

### Procesador
- R3000A 32 bit RISC processor, Clock - 48MHz, Operating performance - 30 MIPS, Instruction Cache - 4KB 
  - BUS : 132 MB/sec.
  - OS ROM : 512 Kilobytes
- Memoria Ram Total 4 MB

### Audio
- Hitachi H8 3002

Chip de sonido
- - Namco C352
- Memoria Ram de Audio 1 MB

### Memoria Ram
- 4 Mb totales principales para CPU

### Tarjeta gráfica
- 2 Mb. de memoria, 360,000 polígonos/seg, dibujado sprite/BG , frame buffer ajustable, No line restriction, 4,000 8x8 pixel sprites con escala y rotación individual , fondos simultáneos (Parallax scrolling)
  - Efectos de Sprite: Rotation, Scaling up/down, Warping, Transparency, Fading, Priority, Vertical and horizontal line scroll
  - 16.7 million colors, Unlimited CLUTs (Color Look-Up Tables)
  - otros : custom geometry engine, custom polygon engine, MJPEG decoder

### Video
- Resolución 256x224 - 740x480 pixeles
- Memoria Ram de Video 2 MB

## Lista de videojuegos
- Aerosmith : Quest For Fame
- Aqua Rush
- Attack Pla-Rail
- Bust a Groove 2: Arcade Edition
- Bust a Groove: Arcade Edition
- Derby Quiz My Dream Horse
- Ehrgeiz
- Fighting Layer
- Golgo 13
- Golgo 13 Juusei no Requiem
- Golgo 13 Kiseki no Dandou
- Kaiun Quiz
- Kart Duel
- Libero Grande
- Mr Driller
- Oh! Bakyuuun / Ghoul Panic
- Paca Paca Passion
- Paca Paca Passion 2
- Page 2
- Paca Paca Passion Special
- Point Blank 2 / Gun Barl
- Point Blank 3 / Gunbalina
- Shin Nihon Prowrestling Toukon Retsuden 3 Arcade Edition
- Soulcalibur
- Soulcalibur Ver.B
- Submarines
- Super World Stadium '98
- Super World Stadium '99
- Super World Stadium 2000
- Super World Stadium 2001
- Techno drive
- Tekken 3
- Tekken Tag Tournament
- TeknoWerk
- Tenkomori Shooting
- Truck Kyosokyoku
- Um Jammer Lammy NOW!